# 高畑博
高畑 博（たかはた ひろし、1961年（昭和36年）6月24日 - ）は、日本の政治家。埼玉県ふじみ野市長（4期）。ふじみ野市議会議員（1期）、上福岡市議会議員（1期）を務めた。

## 概要
埼玉県浦和市（現さいたま市）生まれ。上福岡市立第2小学校（現ふじみ野市立上野台小学校）、上福岡市立第2中学校（現ふじみ野市立葦原中学校）、埼玉県川越商業高等学校（現川越市立川越高等学校）卒業。高校卒業後の1980年4月より、家業の食品小売業を継ぐ。
2003年4月、上福岡市議会議員選挙に無所属で出馬し、初当選。2005年10月1日、上福岡市・入間郡大井町の合併によりふじみ野市が発足し、2007年4月のふじみ野市議会選挙に無所属で出馬して当選。2009年10月8日、ふじみ野市議を辞職する。
同年10月25日投開票のふじみ野市長選挙に無所属で出馬。現職の島田行雄を773票の僅差で破り、当選した。投票率は42.27%。
2013年、再選。2017年、3選。2021年、4選。